# Cor van der Geest

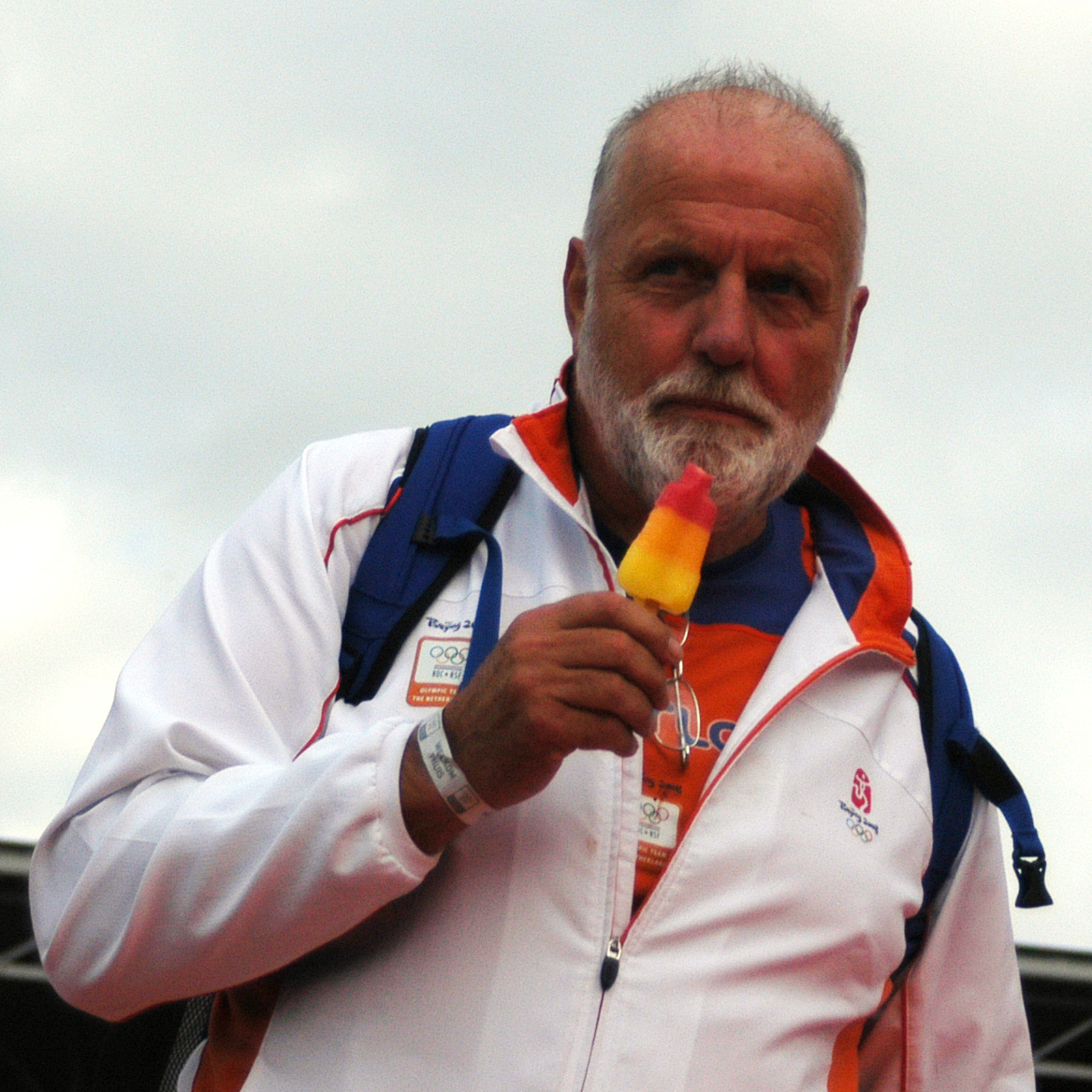
Cor van der Geest tijdens thuiskomst Olympische atleten 2008 in het Olympisch Stadion

Cor van der Geest (Haarlem, 2 juli 1945) is een Nederlandse judotrainer.
Hij was zelf een goed judoka, maar is het meest bekend geworden als coach. Sinds 1970 is hij verbonden aan de Haarlemse club KenAmJu. Tot zijn succesvolle pupillen behoren zijn zoons Dennis en Elco, Jenny Gal, Guillaume Elmont en Claudia Zwiers. 
Van der Geest staat bekend om zijn gedrevenheid en geëmotioneerde houding tijdens wedstrijden. Dit leidde regelmatig tot aanvaringen met officials en collega's. Zo leefde hij jarenlang in onmin met coach Chris de Korte, totdat dit bijgelegd werd en zij samen een tijd bondscoach waren. Toch roemen mensen die hem goed kennen hem als een aimabel persoon. Sinds 2004 is hij Ridder in de Orde van Oranje-Nassau. In 2005 werd Van der Geest door de Europese Judo Unie uitgeroepen tot mannencoach van het jaar.
In 2009 werd Cor van der Geest benoemd tot technisch directeur van de Judo Bond Nederland; hij tekende een contract dat liep tot en met de Olympische Spelen van 2012 in Londen. Na deze Spelen maakte hij bekend zijn contract bij de judobond niet te verlengen.

## Publicaties
- Cor van der Geest, Judo doe je zo - Maarten Westermann.